# كريس كونلي
كريس كونلي (بالإنجليزية: Chris Connelly)‏ هو صحفي وناقد سينمائي أمريكي، ولد في 1956.

## وصلات خارجية
- الموقع الرسمي
- كريس كونلي على موقع IMDb (الإنجليزية)
- كريس كونلي على موقع قاعدة بيانات الفيلم (الإنجليزية)